# Ducado de Cândia
Ducado de Cândia (em italiano: Ducato di Candia) ou Reino de Cândia (em italiano: Regno di Candia) foi a ilha grega de Creta durante o período em que foi uma colónia ultramarina da República de Veneza, desde a conquista veneziana em 1205—1212 até à conquista pelo Império Otomano durante a Guerra de Cândia. A ilha era conhecida como Cândia devido ao nome da sua capital, Cândia ou Chandax, a moderna Heraclião. Na historiografia grega moderna, o período é conhecido como Venetocracia (em grego: Βενετοκρατία) ou Enetocratia (Ενετοκρατία).
Creta fazia parte do Império Bizantino em 1204, quando a Quarta Cruzada dissolveu temporariamente o império e dividiu os seus territórios entre os líderes cruzados (ver Latinocracia). A ilha foi inicialmente atribuída a Bonifácio I de Monferrato mas este, incapaz de efetivar o controlo da ilha, vendeu-a prontamente a Veneza. As tropas venezianas começaram a ocupar a ilha em 1205, mas só em 1212 conseguiram controlá-la completamente, especialmente contra a oposição da grande rival de Veneza, a República de Génova.
Nos primeiros dois séculos de existência do ducado, foram frequentes as revoltas locais. O clima político e social foi acalmando e a partir do fim do século XIV a ilha prosperou e assistiu a um renascimento artístico e literário notável, o chamado Renascimento Cretense, representado, por exemplo, pela chamada escola cretense de pintura, cujo expoente máximo foi El Greco.

## Antecedentes e conquista
Veneza há muito que tinha contactos comerciais com Creta. A ilha era uma das muitas ilhas e cidades da Grécia com as quais os venezianos podiam negociar sem pagarem taxas graças a repetidas crisobulas bizantinas a partir de 1147, que formalizou uma prática que remonta a c. 1130, e que foi ratificada em 1198 por um tratado com Aleixo III Ângelo. Grande parte desses locais foram atribuídos à República Sereníssima nas partições do Império Bizantino que se seguiram à conquista de Constantinopla pela Quarta Cruzada em abril de 1204. Além das ilhas Jónicas, do golfo Sarónico e das Cíclades, Veneza obteve vários entrepostos no continente grego que lhe interessavam como bases para o seu comércio marítimo. Finalmente, em 12 de agosto de 1204 os venezianos anteciparam-se aos seus rivais tradicionais genoveses comprando Creta a Bonifácio I de Monferrato. Alegadamente, Aleixo IV Ângelo tinha prometido a ilha a Bonifácio, mas como ela não tinha grande utilidade para ele, vendeu-a por mil marcos de prata, uma parte das receitas anuais da ilha que totalizavam 10 000 hipérpiros e pela promessa do apoio de Veneza na sua aquisição do Reino de Salonica. Os ganhos territoriais de Veneza foram formalizados no Partitio Romaniae algumas semanas depois.
Para fazer cumprir a sua reivindicação, os venezianos desembarcaram uma pequena força militar em Espinalonga. Porém, os genoveses, que já tinham uma colónia em Creta, moveram-se mais rapidamente e uma força comandada por Enrico Pescatore, conde de Malta, apoiada por populares locais, rapidamente tomou o controlo das partes central e oriental da ilha. Um primeiro ataque veneziano no verão de 1207 foi repelido e, durante os dois anos seguintes Pescatore governou toda a ilha com a exceção de uma poucas guarnições venezianas isoladas. Pescatore chegou a apelar ao papa e tentou ser reconhecido como rei de Creta. Só ao fim de cinco anos de combates sangrentos é que os venezianos conseguiram forçar Pescatore a render-se e só em 1218 terminou a guerra com Génova com um tratado que deixava Creta segura em mãos venezianas.

## Consolidação
Jacopo Tiepolo foi o primeiro governador da nova colónia, com o título de "duque de Cândia" (duca di Candia), com base em Cândia, a moderna Heraclião. Normalmente o duque tinha um mandato de dois anos e era assistido por dois vice-governadores e dois conselheiros. Creta passou a ser usada como o centro do lucrativo comércio veneziano com o Oriente. Além disso, foi estabelecido um regime feudal e um sistema estritamente capitalista para explorar a produção agrícola da ilha. Os produtos exportados eram principalmente trigo e vinho doce (malvasia) e, em menor escala, madeira e queijo.

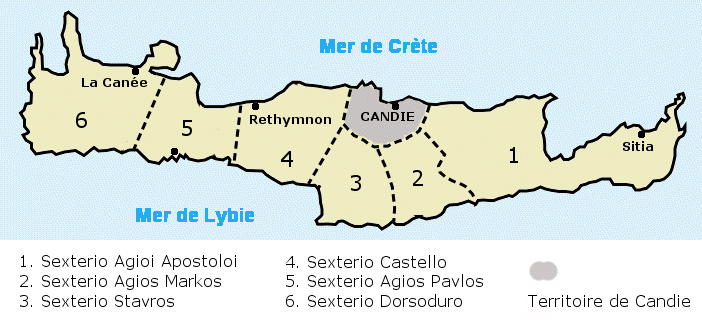
Mapa das divisões administrativas (sestieri) de Creta no século XIII

A nova colónia começou a tomar forma; foi dividida em seis províncias (sestieri), batizadas com os nomes das divisões da cidade de Veneza, ficando a capital, Cândia, diretamente dependente da Commune Veneciarum (o governo da República de Veneza). As ilhas de Tinos e Citera, também elas possessões venezianas, ficaram sob o controlo de Cândia. No início de século XIV, esta divisão administrativa foi substituída por outra, que dividiu a ilha em quatro províncias quase idênticas às quatro unidades regionais atualmente existentes.[carece de fontes?]

## Revoltas e coexistência entre colonizadores e colonizados

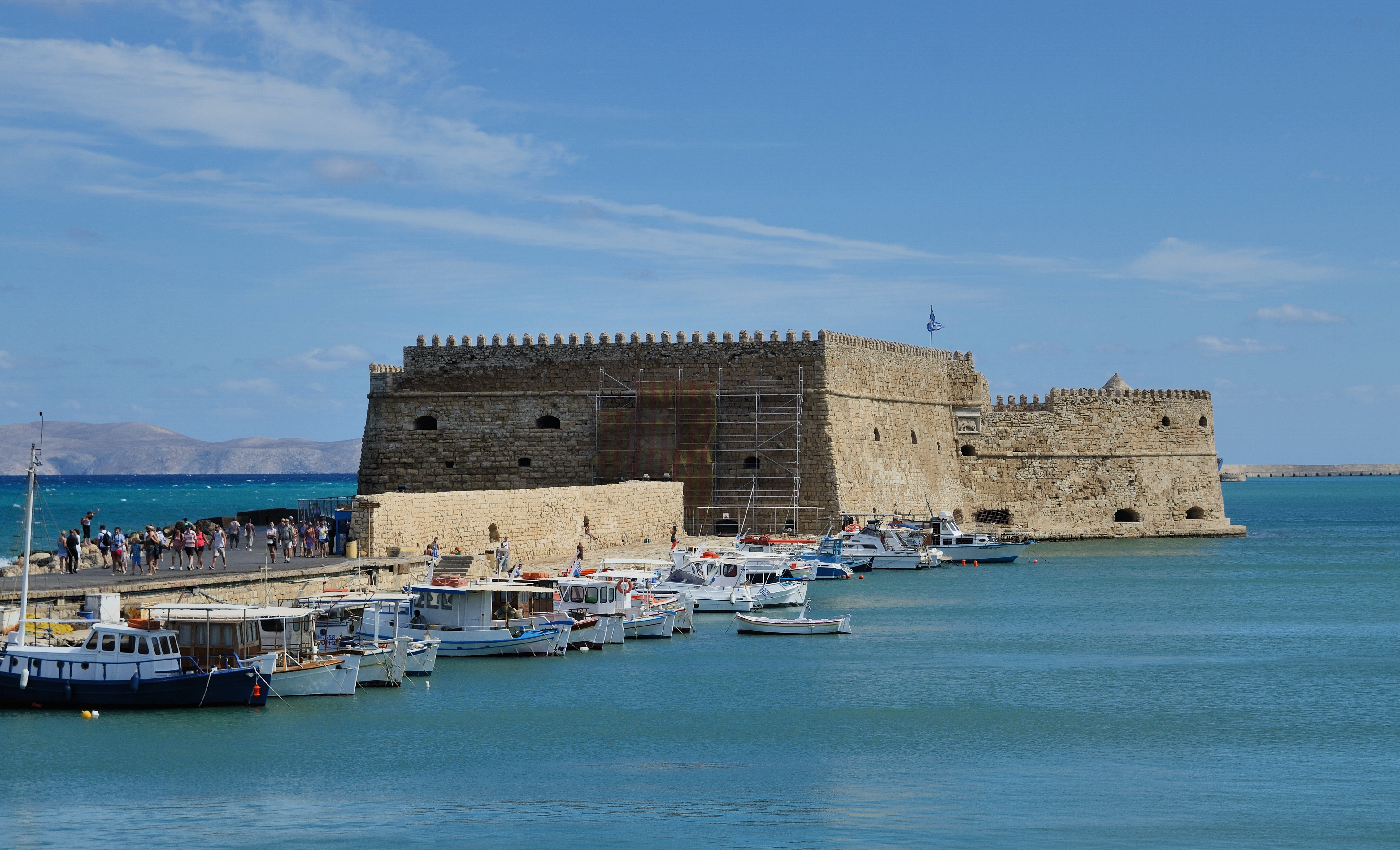
A fortaleza de Heraclião (Cândia), chamada Rocca al Mare pelos venezianos e atualmente conhecida como fortaleza de Koules

O domínio veneziano sobre Creta foi turbulento desde o início, devido à hostilidade da população local. Nas palavras do medievalista Kenneth Setton, a posse da ilha requeria «uma vigilância incessante e grande investimento em homens e dinheiro». Durante os primeiros séculos do domínio veneziano, eram frequentes as revoltas da população local ortodoxa grega contra os venezianos católicos romanos, muitas vezes apoiadas pelo Império de Niceia. Há registo de 14 revoltas entre 1207 e a última grande revolta, a Revolta de São Tito (1363–1366), que uniu os gregos e os colonos venezianos contra os impostos excessivos da metrópole.[carece de fontes?]
Logo em 1212, os irmãos Hagiostefanitai lideraram uma revolta, que só foi suprimida com a intervenção de Marco Sanudo, duque de Naxos. Sanudo tentou depois conquistar a ilha para ele próprio, com o apoio local. Cercou Cândia tendo Tiepolo fugido para a fortaleza vizinha de Témenos disfarçado de mulher. A chegada de uma frota veneziana permitiu a Tiepolo recuperar a capital, tendo Sanudo concordado em retirar de Creta em troca de dinheiro e provisões. Os senhores gregos que tinham colaborado com ele foram com ele para Naxos.

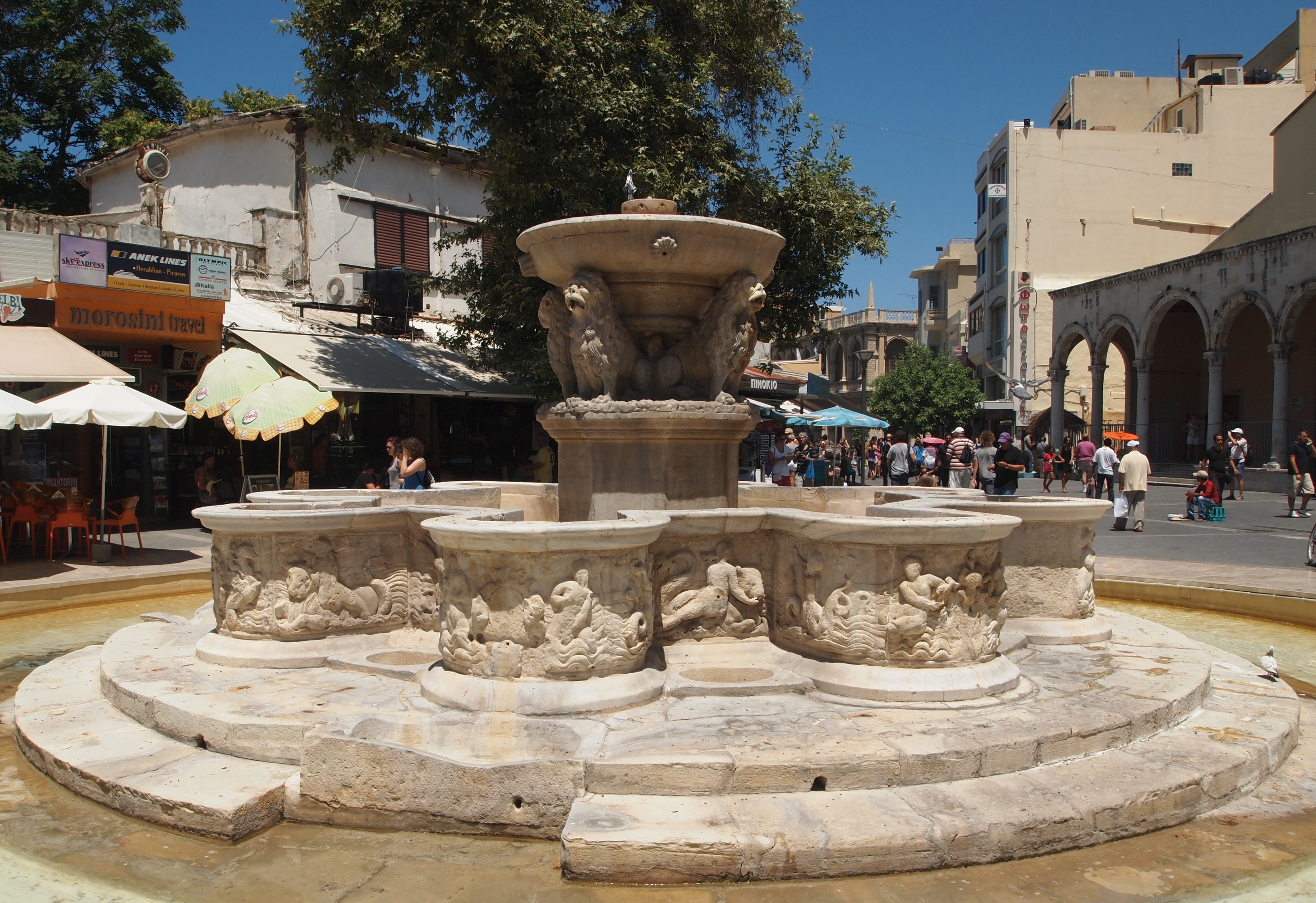
Fonte de Morosini em Heraclião

Depois disso, os cretenses procuraram o apoio do Império de Niceia em 1229, quando estalou outra rebelião. Uma frota niceia chegou à ilha e em 1230 os niceus lograram desafiar o controlo veneziano sobre grande parte de Creta, onde mantiveram tropas. Só com a ajuda de Leão Gabalas, senhor grego de Rodes, é que os venezianos conseguiram que as tropas de Niceia retirassem em 1236. A posse de Creta por Veneza foi finalmente reconhecida formalmente pelo Império Bizantino restaurado em tratados assinados em 1268 e 1277.
Após o final do século XIV, à parte de algumas rebeliões ocasionais e raides otomanos, a ilha prosperou e a administração veneziana tornou-se mais branda, abrindo-se às influências da Renascença italiana. Em consequência dessa abertura, assistiu-se em Creta a um renascimento artístico e literário sem paralelo no resto do mundo grego — a escola cretense de pintura, que culminou nas obras de El Greco, unificou as formas italiana e bizantina e difundiu-se a literatura no idioma local, que culminou no início do século XVII com o romance de cavalaria Erotókritos (em grego: Ἐρωτόκριτος) de Vitsentzos Kornaros e na tragédia Erofili (Ερωφίλη) de Georgios Chortatsis.[carece de fontes?]
Apesar dos gregos locais, tanto das famílias nobres como do resto do povo, fossem autorizados a manter as suas leis e propriedades, eles ressentiam-se do governo latino e da discriminação entre eles e a elite latina veneziana, que monopolizava os cargos administrativos e militares mais elevados na ilha e colhia a maior parte dos benefícios do comércio que por ela passava. Durante os primeiros tempos da administração veneziana, os colonos venezianos mantiveram-se à parte; até ao fim do século XIII até casamentos mistos entre nativos cretenses e venezianos eram proibidos.

## Conquista otomana

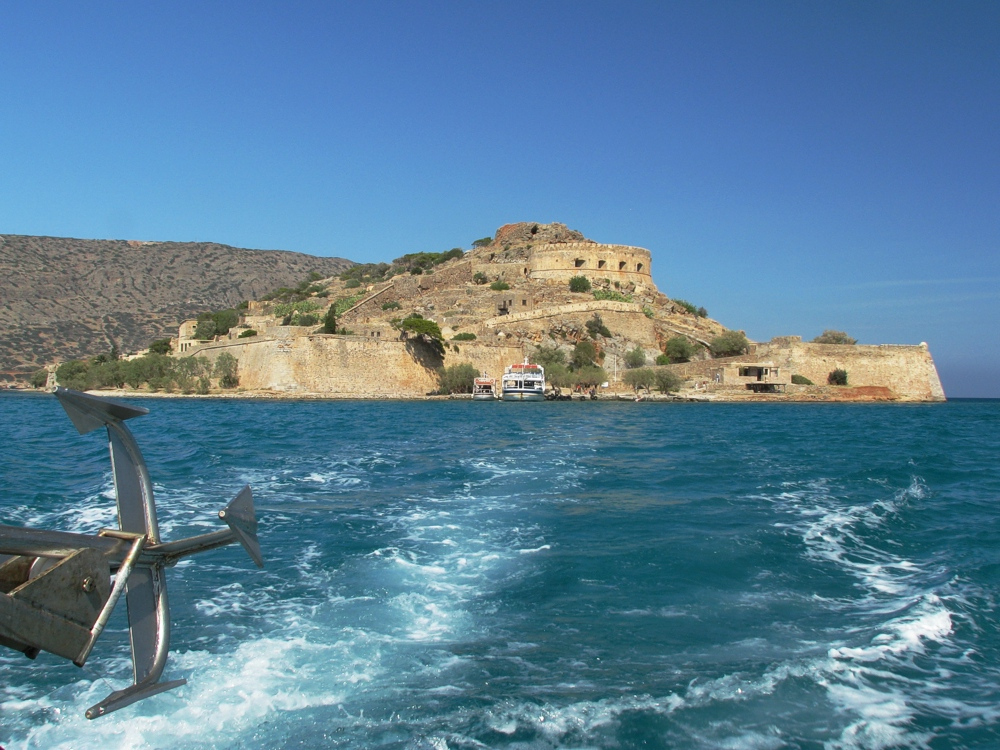
A fortaleza de Espinalonga, um dos últimos redutos venezianos em Creta

Após a conquista otomana de Chipre em 1571, Creta passou a ser a última grande possessão ultramarina de Veneza. A relativa fraqueza militar da república, a par da riqueza e localização estratégica da ilha, situada nas rotas marítimas do Mediterrâneo Oriental atraiu a cobiça do Império Otomano. Na longa e devastadora guerra cretense de 1645—1669 (Guerra de Cândia), as duas potências lutaram pela posse da ilha. Os otomanos tomaram grande parte da ilha rapidamente, mas não conseguiram conquistar Cândia (Heraclião), que resistiu até 1669 graças à superioridade naval veneziana e à atenção posta pelos otomanos noutros locais em guerra.[carece de fontes?]
Por fim, Veneza conservou apenas as três ilhotas fortificadas: Grambússa, ao largo da extremidade noroeste, Suda a nordeste de Chania, na baía homónima, e Espinalonga, junto à costa nordeste. As tentativas venezianas de retomar Cândia durante a guerra de Moreia (1684–1699) fracassaram e os últimos redutos venezianos em Creta foram finalmente tomados pelos turcos em 1715, durante a última guerra otomana-veneziana.[carece de fontes?]